# 오토기 네코무
오토기 네코무(御伽ねこむ, おとぎ ねこむ, OTOGI NEKOMU, 1995년 12월 15일 ~ )는 아마추어 코스 플레이어 및 그라비아 모델이다. 아키하바라에서 남자 100명으로 설문한 결과 코스프레 미소녀 총선에서 1위가 되었다.